# Православље, Аутократија и Националност
Православље, Аутократија и Националност (рус. Правосла́вие, самодержа́вие, наро́дность, Pravoslávie, samoderzhávie, naródnost'), такође познат као званична националност, је била доминантна империјална идеолошка доктрина руског цара Николаја I. Доктрина је тражила царско јединство под православним хришћанством и апсолутном влашћу цара, док је истовремено потискивала идеје које су се сматрале деструктивним за такво јединство. Следио је шири европски реакционарни тренд који је тежио да обнови и одбрани политичке институције које су збачене у Наполеоновим ратовима.
„Тријаду“ званичне националности првобитно је предложио министар просвете Сергеј Уваров у свом циркуларном писму од 2. априла 1833. упућеном просветним радницима. Убрзо су га прихватили Николај и његов естаблишмент и стекао је широко јавно признање, гласно подржан од интелектуалаца као што су Михаил Погодин, Фјодор Тјучев, и Николај Гогољ.
Критичари те политике видели су овај принцип као позив на русификацију. Ипак, сама чињеница постојање ове идеолошке доктрине, као прве руске државне политичке идеологије од 16. века, је указивала на брзу транзицију нације ка модерности.

## Историјат
Сергеј Уваров, министар просвете и председник Руске академије наука од 1818. године, такође је био писац, научник и повремено је сматран слободним мислиоцем. Ипак, са променом унутрашње политике, лако се прилагодио пооштреном режиму.
Према теорији Уварова, руски народ је био веома религиозан и одан цару, православној вери и самодржављу као безусловним основама постојања Русије. Народност (националност) је неопходност праћења независне националне традиције и борбе против страног утицаја. Теорија је говорила да је неопходно одбацити западњачке идеје – слободу мишљења, слободу личности, индивидуализам и рационализам – које су православни јерарси сматрали опасним и бунтовним. Шеф руске политичке полиције (III одељење Личне канцеларије Његовог Величанства) А. Бенкендорф је написао да је „прошлост Русије била дивна, садашњост је сјајна, а будућност је изнад свих снова“. Ова три концепта сматрана су „зидовима стубова“ Руске империје. Уваровљева тријада је била прва експлицитна изјава владине идеологије у руској историји од 16. века.

## Јавни пријем
Штампа, цензурисана од стране државе, жељно је прихватила нову доктрину и њоме је доминирала све до краја Николајеве владавине. Степан Шевирјов, уредник Moskvityanin часописа, тврдио је да „чак и да смо одабрали неке неизбежне мрље са Запада, ми смо, с друге стране, сачували у себи, у њиховој чистоти, три основна осећања која садрже семе и гаранцију нашег будућег развоја“.
Словенофили су, посебно, прихватили антиевропски, патерналистички аспект доктрине. Михаил Погодин је објаснио патерналистичку, мирољубиву природу аутократије коју виде словенофили: „тајна руске историје, тајна коју ниједан западни мудрац није у стању да схвати: руска историја увек приказује Русију као једну породицу у којој је владар отац и поданици су деца. Отац задржава пуну власт над децом док им дозвољава пуну слободу... не може бити сумње, нема издаје; њихову судбину, њихову срећу, њихов мир деле заједнички. То је тачно у односу на државу у целини..."
Николај Надеждин, који је у почетку заступао западњачки, шелинговски појам националности, радикално се предомислио у корист званичне националности након афере Чадајев (1837). Он пише да се „националност увек састојала од љубави према цару и послушности, и која би у будућности сама по себи, на запрепашћење Европе, требало да покаже бриљантну лекцију о томе како из светог јединства аутократије мора произаћи узорно и сјајно национално просвећење..."
Николај Гогољ је у свом завршном делу Изабрани одломци из преписке са пријатељима (1847) проширио службену националност на односе између земљопоседника и кметова: „Учините да [кметови] јасно виде да у свему што се њих тиче поступате по вољи Божијој. а не у складу са неким европским или другим маштаријама на своју руку“.

## Поређења са путинизмом
Бројни коментатори су упоредили идеологију Владимира Путина, владара Русије од 1999. године, са доктрином православља, аутократије и националности. Фејт Хилис са Универзитета у Чикагу тврди да Путин „жели да реконструише Руско царство и његове идеолошк водиље, које су биле православље, аутократија и националност – осим сада, под влашћу веома софистициране полицијске државе“. Стен Грант са Универзитета Чарлс Стурт тврди да то „остаје Путинова визија данас. Црква и држава су нераздвојни. Поглавар руског православља, патријарх Кирил, назвао је Путина „чудом Божијим“.